# Srpski dobrovoljački korpus (Drugi svjetski rat)
Srpski dobrovoljački korpus (SDK) je bio oružana jedinica srpske profašističke stranke Jugoslavenski Narodni Pokret ZBOR u službi Nedićeve Srbije. Zapovjednik je bio general Kosta Mušicki a glavni politički časnik je bio predsjednik ZBOR-a Dimitrije Ljotić zbog kojeg su u narodu bili zvani i Ljotićevci. Borili su se protiv partizana i pri tome surađivali s njemačkim okupacijskim trupama u Srbiji te ponekad s četnicima. Borili su se i u Crnoj Gori. Bilo ih je oko 10.000. Obični vojnici su nosili zeleno-maslinaste uniforme dok su časnici nosili časničke uniforme bivše Jugoslavenske kraljevske vojske uz dodatak pravoslavnog križa na desnoj strani prsi. Činovi su preuzeti od stare jugoslavenske vojske a oružje je bilo mješovito, dijelom njemačko a dijelom stare jugoslavenske vojske. Pred kraj rata Nijemci su ih prebacili u Sloveniju gdje su priključeni četničkim snagama koje su se tamo nalazile. 27. ožujka 1945. generala Mušickog zamijenio je četnički general Miodrag Damjanović čime je SDK postao dio "Jugoslavenske vojske u otadžbini" tj. četničkih snaga. 
Postrojbu pripadnika Ljotićevih snaga od oko 40 ljudi pod zapovjedništvom majora Milorada Mojića, zaustavili su ustaše na zagrebačkom željezničkom kolodvoru 7. prosinca 1944., odveli u okolinu grada te ih smaknuli. 
Krajem travnja 1945. 1. i 5. puk SDK su prešli u Italiju gdje su se predali zapadnim Saveznicima koji su ih odveli u zarobljeničke logore iz kojih su pušteni 1947. Preostali dio SDK se predao Britancima u Austriji koji su ih izručili partizanima. Sastavni dio postrojbi SDK činile su i "Hrvatska armija" kojom je zapovjedao general Parac i "Slovenska armija" kojom je zapovjedao general Prezelj. Od Hrvata koji su bili vojnici SDK-a treba spomenuti imena kao što su Matija Parac, Roko Kaleb i Mladen Bilić. Roko Kaleb je nakon Drugog svjetskog rata bio predsjednik imigracijske hrvatske udruge "Hrvatska Zora" sa sjedištem u Münchenu. Od ratnih operacija koje je obavila Hrvatska armija najpoznatija je izvlačenje postrojbi SDK iz Slovenije u Italiju i Mostobran na rijeci Soča kod Gorice na granici s Italijom.

## Poveznice
- Srpski dobrovoljački korpus